# Mühle Fortuna

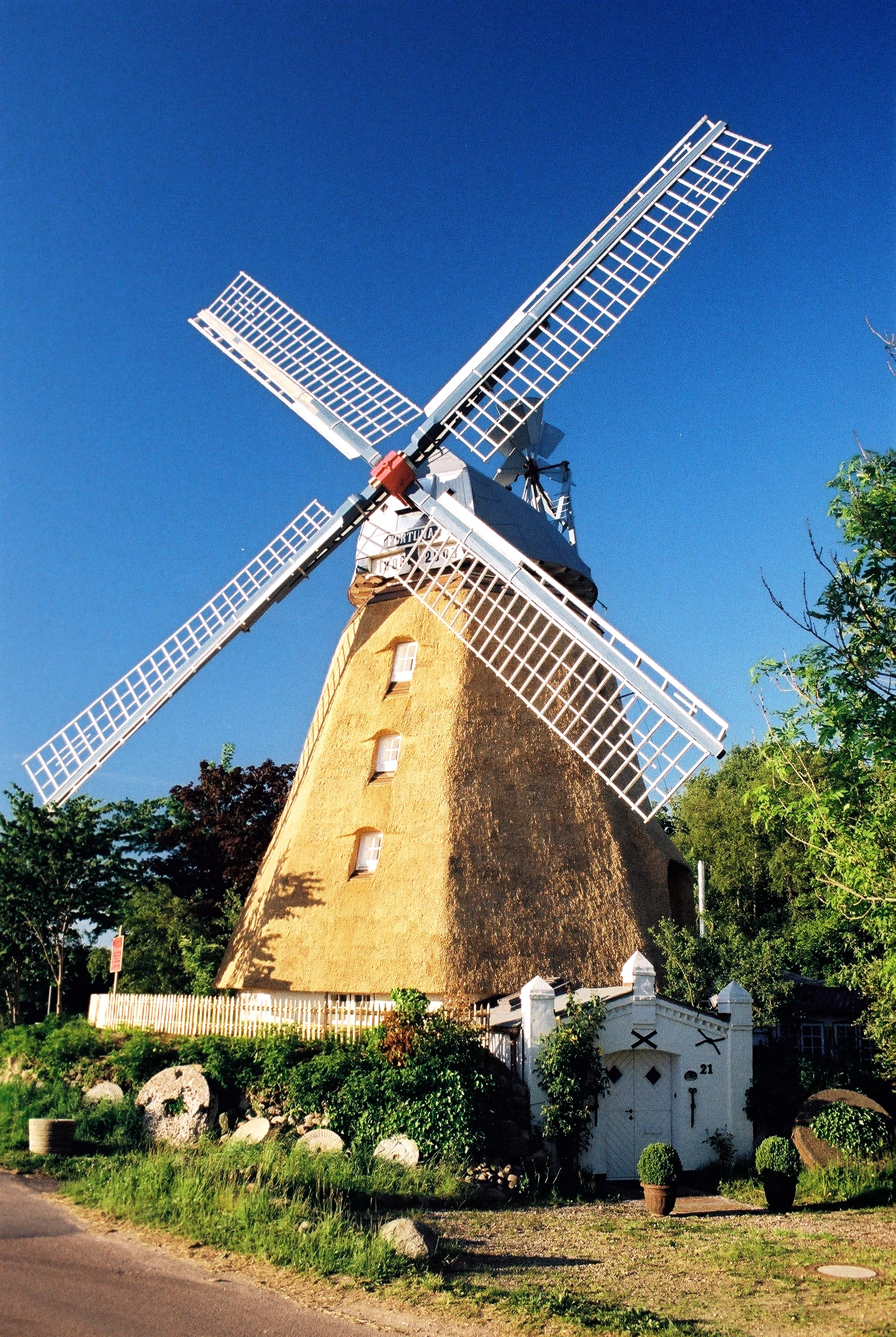
Die Mühle Fortuna 2009

Die Mühle Fortuna ist eine Graupenmühle in der nordfriesischen Gemeinde Struckum. Sie wurde 1806 erbaut, ist das Wahrzeichen der Gemeinde und ist in der Liste der Kulturdenkmale in Struckum enthalten.

## Lage
Die Fortuna Mühle liegt am westlichen Rand Struckums. Sie ist unweit der Bundesstraße 5 an der Kreuzung Mühlenweg/Blumenhofweg gelegen. Man sieht sie sowohl wenn man aus der Marsch kommt, als auch wenn man die Bundesstraße 5 in Richtung Süden bzw. Husum passiert.

## Geschichte
Die Graupenmühle wurde im Jahre 1806 von Martin Momsen erbaut. Bis 1910 blieb die Mühle unter wechselnden Besitzern in privater Hand und es wurden Grütze und Graupen ausschließlich mit Windkraft gemahlen. Bei gutem Wind brachte es die Mühle auf umgerechnet etwa 80 PS, womit sich 20 bis 25 Zentner Getreide in der Stunde mahlen ließen. Um die Leistung bei schwachem Wind zu verbessern, ließ der damalige Besitzer 1910 einen Deutz-Benzinmotor einbauen. Zehn Jahre später wurde dieser durch einen Elektromotor ersetzt, mit dem das Mahlwerk bis Ende 1960 betrieben wurde.
1972 erwarb der Liedermacher Hannes Wader die Mühle, ließ sie grundlegend renovieren und zu einer Wohnmühle umbauen. In den nächsten 26 Jahren lebte und wirkte Hannes Wader in der Mühle und dem zur Wohnung umgebauten Getreideschuppen. Das später dazu erworbene und heute nicht mehr zur Mühle gehörende Müllerhaus diente hauptsächlich als Tonstudio (1978 entstanden hier die Folk-Friends-Session-Platten) und als Seminarraum für Berliner Musikstudenten. In jener Zeit wurde die Mühle immer wieder teilrestauriert. 1998 zog Hannes Wader in die Nähe von Itzehoe und verkaufte die denkmalgeschützte Mühle an Conrad Stein, den Gründer eines Reisebuchverlages. Dieser richtete unter anderem im obersten Stockwerk der Mühle ein Whiskymarken-Museum ein. Anlässlich des 200. Geburtstages der Mühle organisierte Conrad Stein nochmal ein Fest im Garten der Mühle, verließ aber Struckum bald darauf. Gegen Ende des Jahres 2007 wurde die Mühle von einem neuen Besitzer übernommen.
Im Jahre 1999 zerstörte ein starker Sturm die erst neun Jahre zuvor erneuerten Flügel der Mühle. In einer gemeinsamen Aktion von Gemeinde, Land, Sponsoren, Förderverein und dem  Besitzer wurde sie wieder hergerichtet. Sie ist auch im 2006 neu entworfenen Wappen der Gemeinde Struckum symbolisch dargestellt.
Im Sommer 2003 wurde die Mühle komplett überholt, so dass die Windrose den Mühlenkopf wieder selbstständig in den Wind drehte, was sie bis etwa 2007 auch noch tat.
Die großen Flügel konnten – ausreichend Wind vorausgesetzt – fortan wieder rotieren. In der Regel wurden sie jedoch durch eine traditionelle Riemenbremse festgehalten. Durch diese alte Riemenbremse wäre es allerdings bei einem Orkan beinahe zur Katastrophe gekommen. Der heftige Sturm übte einen so heftigen Druck auf die Flügel aus, dass diese trotz der Bremse anfingen, sich zu drehen. Durch das rechtzeitige Eingreifen der Struckumer Freiwilligen Feuerwehr konnte eine Überhitzung vermieden werden. Seitdem werden die Flügel durch zusätzliche Maßnahmen in einer von vier traditionellen Stellungen festgehalten, wobei die unterschiedlichen Flügelstellungen bei Windmühlen einen tieferen Sinn haben. Sie signalisieren z. B. eine lange Arbeitspause (auch Feierstellung genannt, siehe Foto oben) oder bilden die Freudenschere.

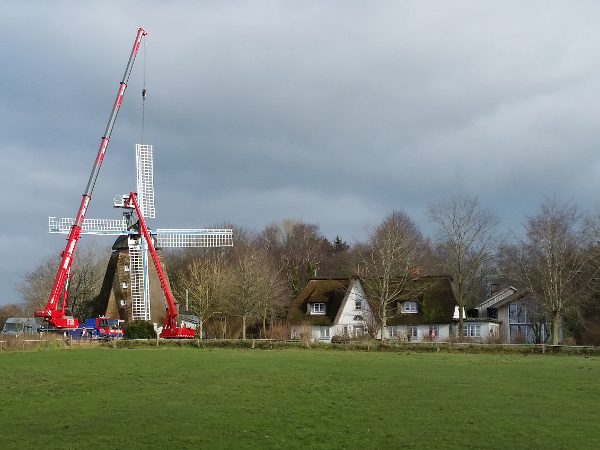
Montage der Flügel 2020

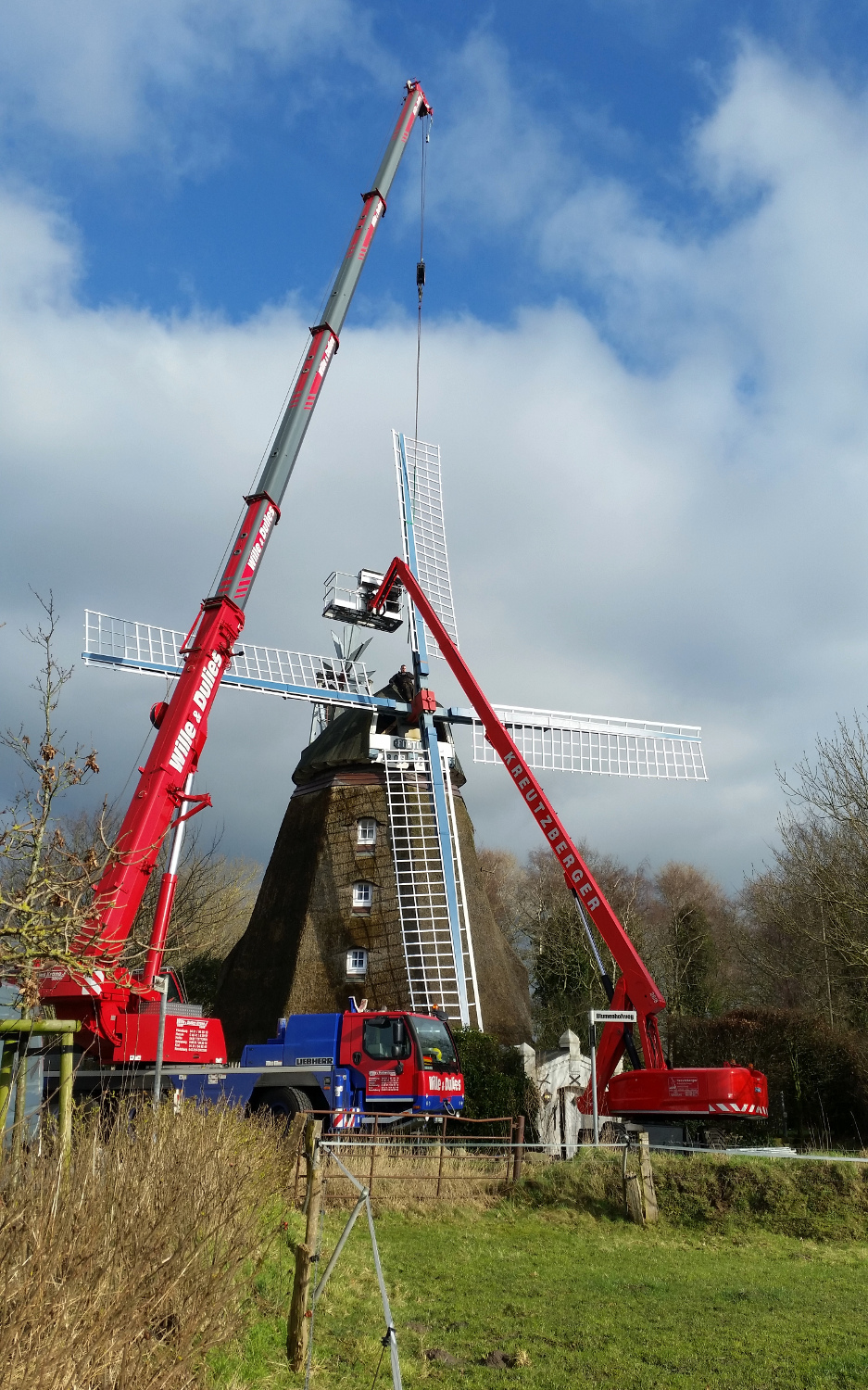
Montage der Flügel 2020

Der reetgedeckte Korpus der Fortuna Mühle wurde im April 2010 komplett erneuert und die Haube im Juni mit einer neuen Außenhaut versehen. Seit dem neuen Anstrich bei der Restaurierung im April 2010 zeigen die Flügel bzw. der Marsch wieder in Richtung Südwesten.
Dem Orkan „Christian“ im Oktober 2013 hielt die Mühle im Großen und Ganzen gut stand. Lediglich die Spitze eines Flügels wurde damals abgetrennt, dieser Verlust aber kurz darauf wieder ersetzt. Ein heftiger Sturm im Jahr 2019 jedoch zog die Mühle Fortuna dann weitaus mehr in Mitleidenschaft. Unter anderem brachen oberhalb der Welle drei Viertel des senkrecht stehenden Flügelbaumes inklusive der Jalousien ab und stürzten auf die hinteren Gebäude. Bald danach wurden beide Flügelbäume (die Ruten mit Jalousien) komplett demontiert, so dass nur noch das auf der Welle sitzende Befestigungskreuz für die Ruten zu sehen war.
Am Valentinstag 2020 bekam die Mühle Fortuna wieder neue Flügel.